# Confession of Pain
Pour les articles homonymes, voir Confession (homonymie).
Confession of Pain (傷城) est un film hongkongais réalisé par Andrew Lau et Alan Mak, sorti en 2006.

## Synopsis
Dans une ville, Hong Kong, où la police ne lutte plus contre la criminalité, mais se préoccupe de la présentation des statistiques, la vie de l'inspecteur Bong bascule lorsqu'il rentre chez-lui et découvre son amie morte. Étendue dans leur lit, elle baigne dans le sang, une lame dans la main droite. Elle s'est suicidée. Bong cherche à comprendre. Il a beau refaire l'emploi du temps de son amie, ce qu'il découvre ne lui permet pas de trouver la raison qui, pour lui, aurait justifié le suicide. Il sombre dans l'alcoolisme. 
Le beau-père de l'inspecteur Hei et son majordome sont assassinés. Le ou les meurtriers se sont manifestement acharnés. Bong est sollicité par l'épouse de son ancien collègue pour conduire une enquête parallèle. Outre la somme volée après le crime, l'héritage est important. 
Les indices font remonter l'histoire de vie des deux victimes. Pourquoi ne serait-ce pas simplement l'inspecteur Hei lui-même ? Bong le soupçonne, mais un autre coupable apparaît. La chasse à l'homme s'engage après un homme qui, curieusement, suit les enquêteurs de très près. 
Et l'épouse de l'inspecteur Hei est elle-même agressée. Son appartement explose. Elle ne meurt pas. L'inspecteur Hei est à son chevet lorsque enfin elle sort du coma. Elle a compris. Elle sait. Mais pourquoi donc l'a-t-il épousée ? C'est une vengeance. Il a voulu venger sa famille que son beau-père et son majordome alors jeunes et trafiquants de drogue avaient sauvagement assassiné, le laissant en vie par ignorance de son existence. 25 ans plus tard, il massacre les assassins de sa famille. Mais il ne se résout pas à tuer celle qu'il a épousée pour se rapprocher des meurtriers de sa famille. Il l'aime.
L'ancien inspecteur Bong a compris lui-aussi. Il est allé à Macao et a reconstitué le parcours de vie de son ancien collègue. Il vient à l'hôpital et dit à Hei qu'il ne sait pas comment raconter ce qu'il sait... Il lui raconte quand même.

## Fiche technique
- Titre original : 傷城
- Titre français : Confession of Pain
- Réalisation : Andrew Lau et Alan Mak
- Scénario : Felix Chong et Alan Mak
- Musique : Chan Kwong-wing
- Décors : Man Lim-chung
- Montage : Azrael Chung
- Pays d'origine :  Hong Kong
- Genre : Film policier
- Durée : 110 minutes
- Dates de sortie :
  - 21 décembre 2006 à  Hong Kong
  - 4 juillet 2007 en  France, directement en DVD.

## Distribution
- Tony Leung Chiu-wai : Détective Lau Ching-hei
- Takeshi Kaneshiro : Détective Yau Kin-bong
- Shu Qi : Sai Fung
- Xu Jinglei : Susan Chow